# کبالت (II) کلرات
کبالت(II) کلرات (به انگلیسی: Cobalt(II) chlorate) با فرمول شیمیایی Co(ClO۳)۲ یک ترکیب شیمیایی است. که جرم مولی آن ۸۶٫۴۵۰۲ g/mol می‌باشد. 